# Луговцев Михайло Васильович
Михайло Васильович Луговцев (1912, місто Данилов Ярославської губернії, тепер Ярославської області, Російська Федерація — 29 грудня 1967, Одеса) — радянський військовий діяч, генерал-полковник танкових військ (1967), командувач військ Одеського військового округу.

## Біографія
Народився в родині робітника. У 1934—1937 р. — в Червоній армії.
Член ВКП(б) з 1939 року.
З 1941 року — в Червоній армії, учасник німецько-радянської війни з 1942 року. Служив командиром навчального батальйону 472-го стрілецького полку 40-ї армії Воронезького фронту. У червні 1943 — лютому 1944 р. — командир 472-го стрілецького полку 100-ї стрілецької дивізії 40-ї армії Воронезького, 1-го Українського фронтів.
У 1945 році — учасник радянсько-японської війни. Служив начальником штабу 284-ї стрілецької дивізії 17-ї армії Забайкальського фронту.
Після закінчення війни продовжив службу в збройних силах. Закінчив Військову академію Генерального штабу, командував дивізією.
У червні 1959 — лютому 1961 р. — командувач 4-ї загальновійськової армії Закавказького військового округу.
У лютому 1961 — липні 1962 р. — начальник штабу — 1-й заступник командувача військ Закавказького військового округу. У липні 1962 — червні 1965 р. — 1-й заступник командувача військ Закавказького військового округу.
У червні 1965 — вересні 1967 р. — 1-й заступник командувача військ Одеського військового округу.
22 вересня — 29 грудня 1967 р. — командувач військ Одеського військового округу.

## Звання
- підполковник
- полковник
- генерал-майор танкових військ
- генерал-лейтенант танкових військ (7.05.1960)
- генерал-полковник танкових військ (25.10.1967)

## Нагороди
- два ордени Леніна
- два ордени Червоного Прапора (12.04.1943, 1.02.1944)
- орден Суворова 3-го ступеня (28.09.1943)
- орден Вітчизняної війни 2-го ступеня (28.09.1945)
- орден Червоної Зірки
- медалі